# شومبي ناروسي
شومبي ناروسي (باليابانية: 成瀬 竣平) (مواليد 17 يناير 2001) هو لاعب كرة قدم ياباني.

## وصلات خارجية
- شومبي ناروسي على موقع رابطة كرة القدم اليابانية للمحترفين (اليابانية)
- شومبي ناروسي على موقع قاعدة بيانات كرة القدم.إي يو (الإنجليزية)
- شومبي ناروسي على موقع Soccerway.com (الإنجليزية)
- شومبي ناروسي على موقع عالم كرة القدم.نت (الإنجليزية)